# Potamot
Potamogeton
Genre
Potamogeton (les Potamots) est un genre cosmopolite de plantes à fleurs aquatiques hydrophytes de la famille des Potamogetonaceae. Il compte environ 90 espèces vivant en grande majorité dans les eaux calmes ou peu courantes, mésotrophes à eutrophes.
Les potamots se divisent en deux grands groupes morphologiques : les potamots à feuilles étroites (ex. : Potamogeton rutilus), qui forment le Parvipotamion au sens phytosociologique, et les potamots à feuilles larges (ex : Potamogeton natans), qui forment le Magnopotamion.

## Étymologie
Le nom de genre dérive du Grec et latin, potamos, « fleuve », et geitôn, « voisin », littéralement « voisin du fleuve ».

## Parasites
Cricotopus elegans est une espèce de diptères nématocères de la famille des Chironomidae dont les larves minent les feuilles des plantes aquatiques du genre Potamogeton.

## Usages alimentaires
Selon l'ethnobotaniste François Couplan (2009), quelques espèces servent parfois d'aliment en Asie (ex : feuilles et tiges de P. crispus et P. pectinatus, occasionnellement consommées au Japon, souvent avec du miso ; les tiges pouvant par ailleurs aussi être conservée dans du vinaigre). 
Les petits tubercules terminaux, riches en amidon, de P. lucens, P. natans et P. pectinatus seraient comestibles.

## Liste des espèces
Selon Plants of the World online (POWO) (7 décembre 2023) :
- Potamogeton ×absconditus Z.Kaplan, Fehrer & Hellq.
- Potamogeton acutifolius Link
- Potamogeton ×aemulans Z.Kaplan, Hellq. & Fehrer
- Potamogeton alpinus Balb.
- Potamogeton amplifolius Tuck.
- Potamogeton ×anguillanus Koidz.
- Potamogeton ×angustifolius J.Presl
- Potamogeton antaicus Hagstr.
- Potamogeton ×apertus Miki
- Potamogeton ×attenuatus Hagstr.
- Potamogeton australiensis A.Benn.
- Potamogeton ×belorussicus D.Dubovik
- Potamogeton ×bennettii Fryer
- Potamogeton berchtoldii Fieber
- Potamogeton bicupulatus Fernald
- Potamogeton biformis Hagstr.
- Potamogeton ×billupsii Fryer
- Potamogeton ×biwaensis Miki
- Potamogeton ×cadburyae Dandy & G.Taylor
- Potamogeton chamissoi A.Benn.
- Potamogeton cheesemanii A.Benn.
- Potamogeton chongyangensis W.X.Wang
- Potamogeton ×clandestinus A.A.Bobrov, Zalewska-Gal. & Chemeris
- Potamogeton ×cognatus Asch. & Graebn.
- Potamogeton coloratus Hornem.
- Potamogeton compressus L.
- Potamogeton confervoides Rchb.
- Potamogeton ×confinis Hagstr.
- Potamogeton ×cooperi (Fryer) Fryer
- Potamogeton crispus L.
- Potamogeton cristatus Regel & Maack
- Potamogeton delavayi A.Benn.
- Potamogeton dentatus Hagstr.
- Potamogeton distinctus A.Benn.
- Potamogeton diversifolius Raf.
- Potamogeton ×drepanoides Z.Kaplan
- Potamogeton drummondii Benth.
- Potamogeton epihydrus Raf.
- Potamogeton ×exilis Z.Kaplan & Uotila
- Potamogeton ×fauriei (A.Benn.) Miki
- Potamogeton ×faxonii Morong
- Potamogeton ferrugineus Hagstr.
- Potamogeton floridanus Small
- Potamogeton ×fluitans Roth
- Potamogeton foliosus Raf.
- Potamogeton fontigenus Y.H.Guo, X.Z.Sun & H.Q.Wang
- Potamogeton ×franconicus G.Fisch.
- Potamogeton friesii Rupr.
- Potamogeton fryeri A.Benn.
- Potamogeton gayi A.Benn.
- Potamogeton ×gessnacensis G.Fisch.
- Potamogeton gramineus L.
- Potamogeton ×griffithii A.Benn.
- Potamogeton groenlandicus Hagstr.
- Potamogeton ×grovesii Dandy & G.Taylor
- Potamogeton ×hagstromii A.Benn.
- Potamogeton ×haynesii Hellq. & G.E.Crow
- Potamogeton ×heslop-harrisonii W.A.Clark
- Potamogeton heterocaulis Z.S.Diao
- Potamogeton hillii Morong
- Potamogeton hoggarensis Dandy
- Potamogeton illinoensis Morong
- Potamogeton ×inbaensis Kadono
- Potamogeton ×jacobsii Z.Kaplan, Fehrer & Hellq.
- Potamogeton ×jutlandicus Zalewska-Gal.
- Potamogeton ×kamogawaensis Miki
- Potamogeton ×kaplanii Kottaim.
- Potamogeton kashiensis Z.S.Diao
- Potamogeton ×khuzestanicus S.Abbasi, Afsharz. & Dinarvand
- Potamogeton ×kyushuensis Kadono & Wiegleb
- Potamogeton lacunatifolius Papch.
- Potamogeton ×lanceolatifolius (Tiselius) C.D.Preston
- Potamogeton ×lanceolatus Sm.
- Potamogeton ×leptocephalus Koidz.
- Potamogeton linguatus Hagstr.
- Potamogeton ×lintonii Fryer
- Potamogeton lucens L.
- Potamogeton ×luxurians Z.Kaplan
- Potamogeton maackianus A.Benn.
- Potamogeton ×maemetsiae Zalewska-Gal. & Ronikier
- Potamogeton mandschuriensis (A.Benn.) A.Benn.
- Potamogeton marianensis Cham. & Schltdl.
- Potamogeton ×mariensis Papch.
- Potamogeton montevidensis A.Benn.
- Potamogeton montezumawellensis Ricketson, G.M.Ricketson & Greenawalt
- Potamogeton ×mucronulatus (G.Fisch.) Papch.
- Potamogeton ×mysticus Morong
- Potamogeton natans L.
- Potamogeton ×navicularis Hagstr.
- Potamogeton ×nericius Hagstr.
- Potamogeton ×nerviger Wolfg.
- Potamogeton ×nitens Weber
- Potamogeton nodosus Poir.
- Potamogeton ×nomotoensis Kadono & T.Nog.
- Potamogeton oakesianus J.W.Robbins
- Potamogeton obtusifolius Mert. & W.D.J.Koch
- Potamogeton ochreatus Raoul
- Potamogeton octandrus Poir.
- Potamogeton ×ogdenii Hellq. & R.L.Hilton
- Potamogeton ×olivaceus Baagøe ex G.Fisch.
- Potamogeton ×orientalis Hagstr.
- Potamogeton oxyphyllus Miq.
- Potamogeton papuanicus G.Wiegleb
- Potamogeton paramoanus R.R.Haynes & Holm-Niels.
- Potamogeton parmatus Hagstr.
- Potamogeton parvifolius Buchenau
- Potamogeton perfoliatus L.
- Potamogeton ×philippinensis A.Benn.
- Potamogeton polygonifolius Pourr.
- Potamogeton polygonus Cham.
- Potamogeton praelongus Wulfen
- Potamogeton ×prussicus Hagstr.
- Potamogeton ×pseudofriesii Dandy & G.Taylor
- Potamogeton ×pseudosarmaticus Papch.
- Potamogeton pulcher Tuck.
- Potamogeton pusillus L.
- Potamogeton quinquenervius Hagstr.
- Potamogeton ×rectifolius A.Benn.
- Potamogeton richardii Solms
- Potamogeton richardsonii (A.Benn.) Rydb.
- Potamogeton ×ripensis Baagøe
- Potamogeton ×rivularis Gillot
- Potamogeton robbinsii Oakes
- Potamogeton rutilus Wolfg.
- Potamogeton ×salicifolius Wolfg.
- Potamogeton sarmaticus Mäemets
- Potamogeton ×saxonicus Hagstr.
- Potamogeton ×schreberi G.Fisch.
- Potamogeton schweinfurthii A.Benn.
- Potamogeton sclerocarpus K.Schum.
- Potamogeton ×scoliophyllus Hagstr.
- Potamogeton ×serrulifer Z.Kaplan
- Potamogeton sibiricus A.Benn.
- Potamogeton skvortsovii Klinkova
- Potamogeton solomonensis G.Wiegleb
- Potamogeton ×sparganiifolius Laest. ex Fr.
- Potamogeton ×spathulatus Schrad. ex W.D.J.Koch & Ziz
- Potamogeton ×spathuliformis (J.W.Robbins) Morong
- Potamogeton spirilliformis Hagstr.
- Potamogeton spirillus Tuck.
- Potamogeton stenostachys K.Schum.
- Potamogeton strictifolius A.Benn.
- Potamogeton suboblongus Hagstr.
- Potamogeton ×subrufus Hagstr.
- Potamogeton ×subsessilis Hagstr.
- Potamogeton ×sudermanicus Hagstr.
- Potamogeton sulcatus A.Benn.
- Potamogeton sumatranus Miq.
- Potamogeton tennesseensis Fernald
- Potamogeton tenuicaulis F.Muell.
- Potamogeton tepperi A.Benn.
- Potamogeton ×torssanderi (Tiselius) Dörfl.
- Potamogeton ×tosaensis Kadono, Horii & T.Yaman.
- Potamogeton tricarinatus F.Muell. & A.Benn.
- Potamogeton trichoides Cham. & Schltdl.
- Potamogeton tubulatus Hagstr.
- Potamogeton ulei K.Schum.
- Potamogeton ×undulatus Wolfg.
- Potamogeton uruguayensis A.Benn. & Graebn.
- Potamogeton ×variifolius Thore
- Potamogeton vaseyi J.W.Robbins
- Potamogeton ×vepsicus A.A.Bobrov & Chemeris
- Potamogeton ×versicolor Z.Kaplan, Hellq. & Fehrer
- Potamogeton wrightii Morong
- Potamogeton ×xinganensis Ma
- Potamogeton ×yamagataensis Kadono & Wiegleb
- Potamogeton zosteriformis Fernald

## Synonymes
Potamogeton a pour synonymes :
- Buccaferrea Bubani dans Nuovo Giorn. Bot. Ital., vol. 5, page 316, 1873, nom. illeg.
- Hydrogeton Lour. dans Fl. Cochinch. page 244, 1790
- Peltopsis Raf. dans J. Phys. Chim. Hist. Nat. Arts vol. 89, page 102, 1819
- Spirillus J.Gay dans Compt. Rend. Hebd. Séances Acad. Sci., vol. 38, page 703, 1854